# Woo Sun-hee
Woo Sun-hee (in hangŭl: 우선희; Gyeonggi, 1º luglio 1978) è un'ex pallamanista sudcoreana.
Con la maglia della nazionale sudcoreana ha vinto l'argento olimpico ai Giochi di Atene 2004 e il bronzo olimpico ai Giochi di Pechino 2008.

## Palmarès

### Nazionale
- Argento olimpico: 1

Atene 2004
- Bronzo olimpico: 1

Pechino 2008
- Campionato mondiale

 Bronzo: Croazia 2003
- Giochi asiatici

 Oro: Busan 2002
 Oro: Doha 2006
 Oro: Incheon 2014
 Bronzo: Canton 2010

### Individuale
- Migliore ala destra al Giochi Olimpici: 1

Atene 2004
- Migliore ala destra al campionato mondiale: 3

Croazia 2003, Russia 2005, Serbia 2013